# Tampico Madero Fútbol Club
Maillots
Le Jaiba Brava, aussi connu sous le nom de Tampico Madero est un club de football professionnel mexicain basé à Tampico et fondé en 1982. L'équipe joue dans le Liga de Expansión MX, la deuxième division mexicaine.
Les Jaibos disposent du Estadio Tamaulipas d'une capacité de 30 000 places.

## Histoire
Le club est issu de la disparition du Club Deportivo Tampico en 1982, qui est alors le seul club de la ville de Tampico. Le Syndicat des Pétroliers rachète la franchise des Atletas Campesinos (es) pour fonder le Tampico Madero Fútbol Club, constitué d'éléments des Atletas Campesinos et du club défunt du CD Tampico. Le Tampico Madero évolue en première division mexicaine jusqu'à la saison 1989-1990, où il est relégué en deuxième division. La Jaiba Brava n'a jamais retrouvé l'élite depuis.

## Palmarès
- Championnat du Mexique de football
  - Vice-champion : 1985 et 1986[1]